# توماس کریستیان داوید
توماس کریستیان داوید (به آلمانی: Thomas Christian David) (زادهٔ ۲۲ دسامبر ۱۹۲۵ میلادی در شهر ولس، اوبراسترایش – درگذشتهٔ ۱۹ ژانویهٔ ۲۰۰۶ در وین) آهنگ‌ساز، رهبر ارکستر، رهبر گروه کر و نوازنده اتریشی بود.

## زندگی
داوید در سال ۱۹۲۵ در اتریش متولد شد. او در سال ۱۹۳۴ با پدرش «یوهان نپوموک داوید»، که او نیز آهنگ‌ساز بود، به همراه مادرش به آلمان مهاجرت کردند. برادرش لوکاس (متولد ۱۹۳۴) نیز نوازندهٔ ویولن کلاسیک بود. داوید در «مدرسهٔ سنت توماس» در شهر لایپزیگ تحصیل کرد. او عضو Thomanerchores بود. سپس در «کنسرواتوار لایپزیگ» و در «موتسارتیوم» در سالزبورگ تدریس کرد. در سال ۱۹۴۸ به شهر اشتوتگارت نقل مکان کرد و در موسیقی‌شناسی در توبینگن تحصیل خویش را ادامه داد. داوید از سال ۱۹۴۵ تا سال ۱۹۴۸ در «موتسارتیوم» تحصیل کرده‌است. ادامهٔ تحصیلات و فعالیت‌های او از سال ۱۹۵۷ در دانشگاه موسیقی و هنرهای نمایشی وین بود. داوید پس از همکاری با منصوره قصری، خوانندهٔ معروف اپرای ایران در اجرای «اپرای آتوسا» (Atossa)، با وی ازدواج کرد و به ایران نقل مکان نمود. او نقش بسزا و ارزشمندی در رشد و توسعهٔ موسیقی کلاسیک در ایران ایفا کرد و به زبان فارسی تسلط کامل داشت و از اواخر دههٔ ۱۹۶۰ تا اواخر دههٔ ۱۹۹۰ شاهکارهای متعددی از آثار موسیقی را در شهرهای مختلف ایران اجرا کرد. همسرش منصوره قصری چند ماه پیش از مرگ وی در سال ۲۰۰۵ در وین به علت بیماری سرطان درگذشت. او نیز در ۱۹ ژانویهٔ ۲۰۰۶ در ۸۰ سالگی در وین درگذشت و در «گورستان مرکزی وین» به خاک سپرده شد.

## فعالیت‌ها
- رهبر گروه کر «مادریگال جنوب آلمان» و مربی آواز اپرای اشتوتگارت (۱۹۶۷)
- رهبر گروه کرآکادمی موسیقی وین
- رهبر ارکستر ملی ایران (۱۹۶۷ تا ۱۹۷۳)
- همکاری با تلویزیون ملی ایران (NITV)
- تدریس در دانشگاه تهران.
- استاد موسیقی و آهنگسازی در آکادمی موسیقی وین.
- رئیس انجمن آهنگسازان اتریش (۱۹۸۶ تا ۱۹۸۸)
- رهبر ارکستر سمفونیک رادیو برلین (۱۹۸۰ تا ۱۹۹۵)
- کارگردان هنری خانه اپرای قاهره (۱۹۹۲)
- اجرا و رهبری آلبوم‌های رنگین کمون اثر ثمین باغچه بان و آلبوم بیژن و منیژه اثر حسین دهلوی توسط ارکستر سمفونیک رادیو وین[۱][۲]